# Taphrina crataegi
Taphrina crataegi Sadeb. – gatunek grzybów z klasy szpetczaków (Taphrinomycetes). Grzyb mikroskopijny, pasożyt rozwijający się na liściach głogu (Crataegus). Znane jest jego występowanie tylko w Europie. Jest tutaj szeroko rozprzestrzeniony. Wywołuje chorobę zwaną czerwoną plamistością liści głogu. 

## Systematyka i nazewnictwo
Pozycja w klasyfikacji według Index Fungorum: Taphrina, Taphrinaceae, Taphrinales, Taphrinomycetidae, Taphrinomycetes, Taphrinomycotina, Ascomycota, Fungi.
Synonimy:
- Exoascus crataegi (Sadeb.) Sacc. 1892
- Taphrina marginata Lambotte & Fautrey 1895

## Charakterystyka

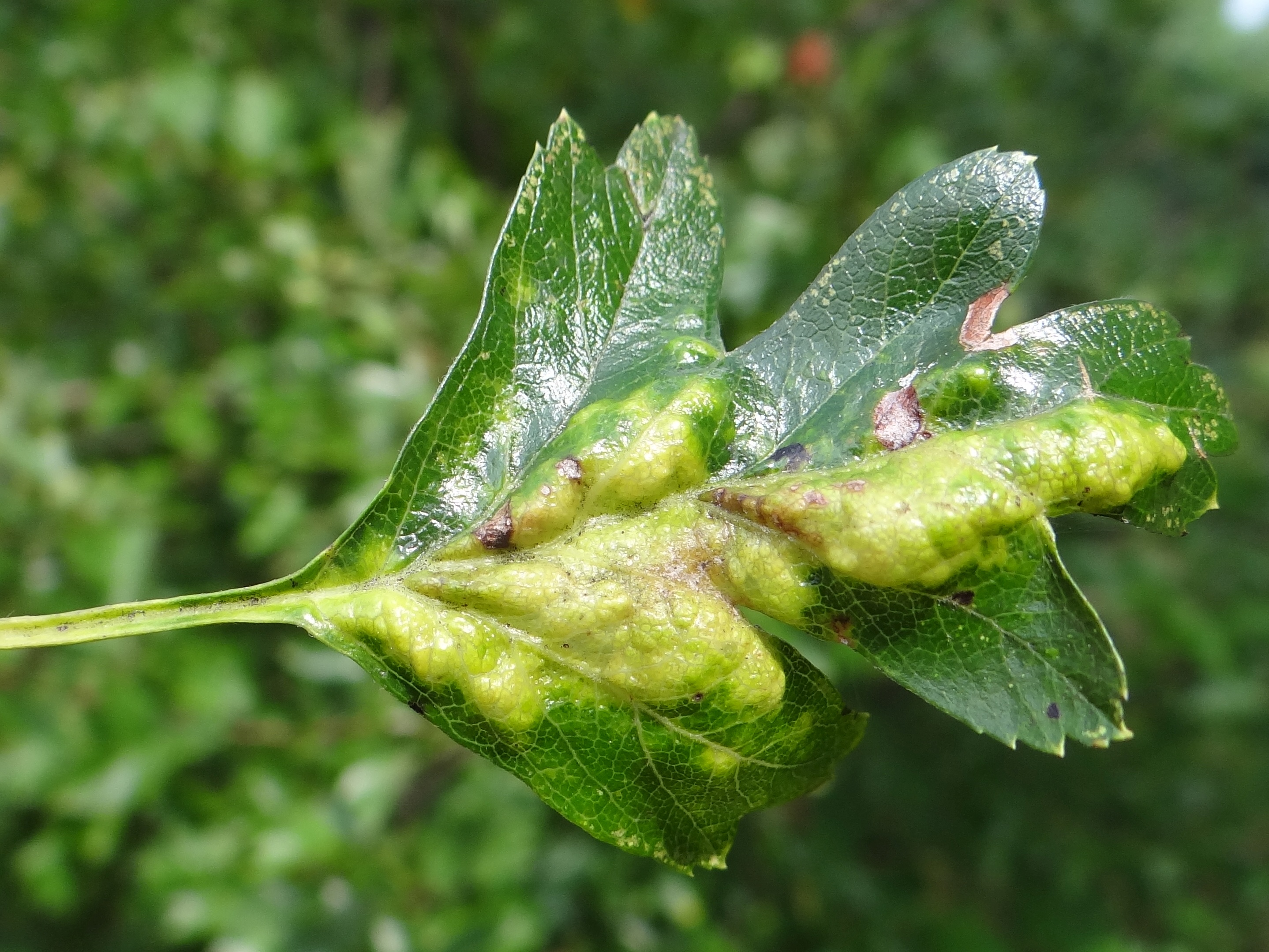
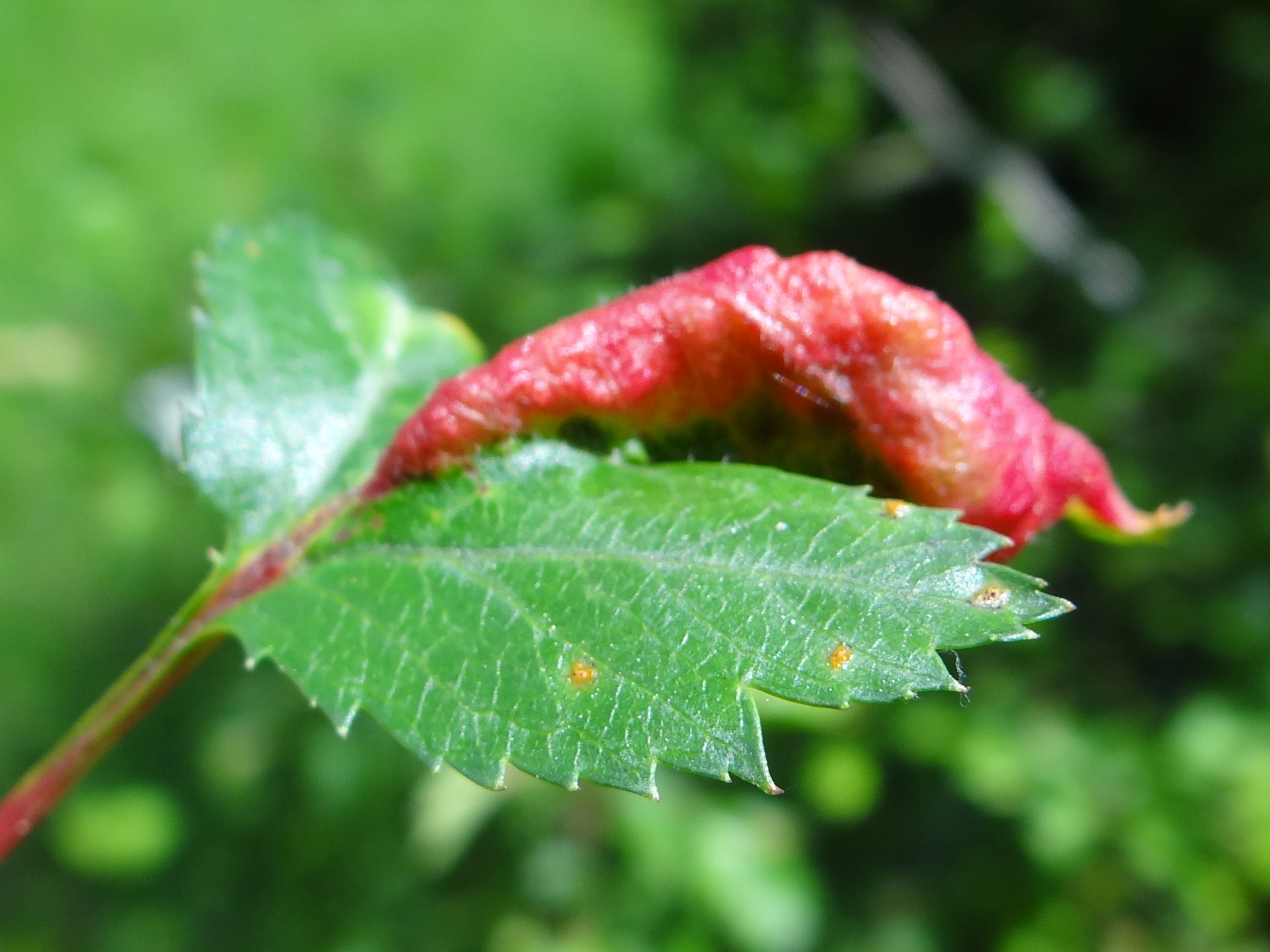
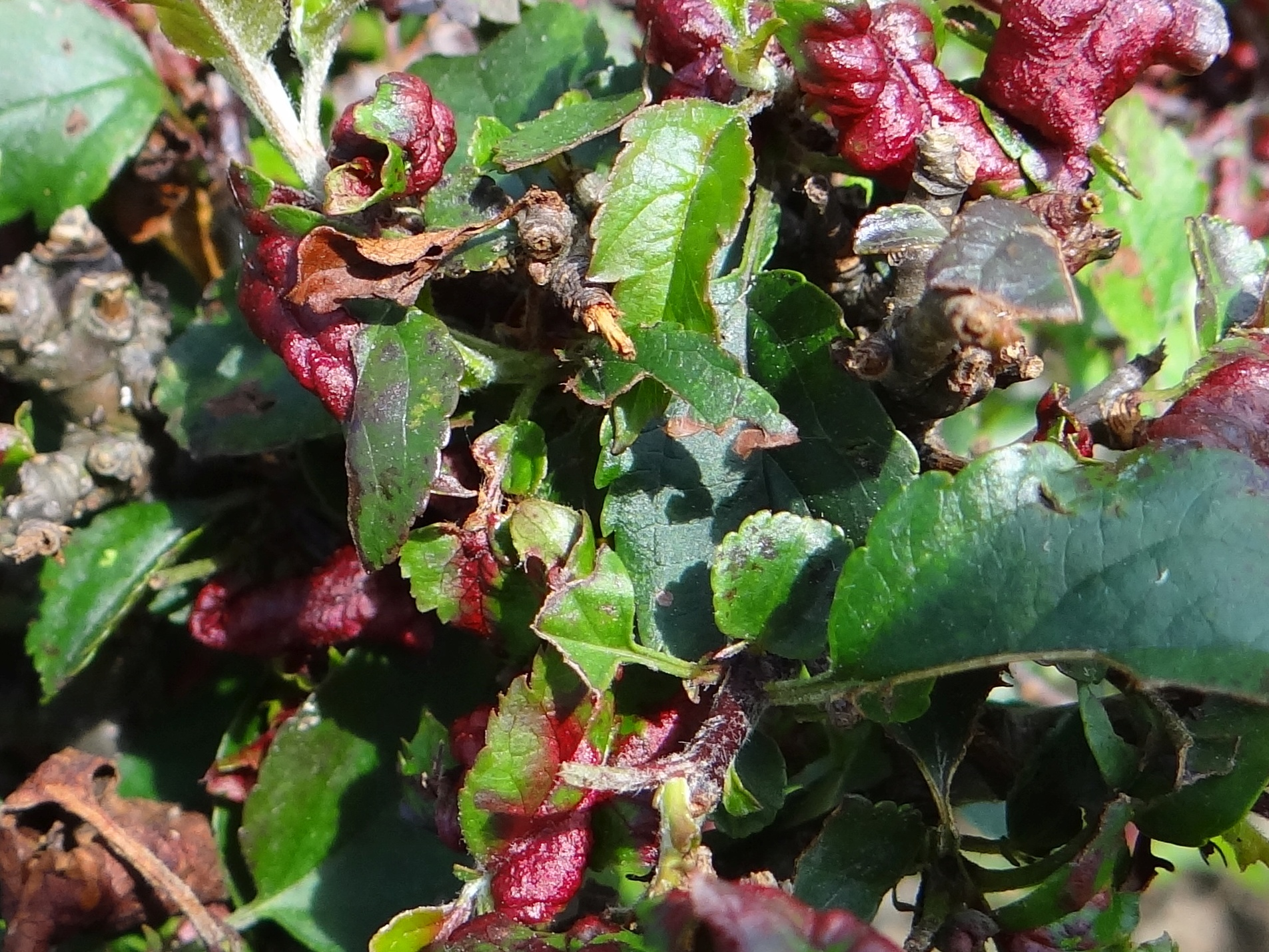
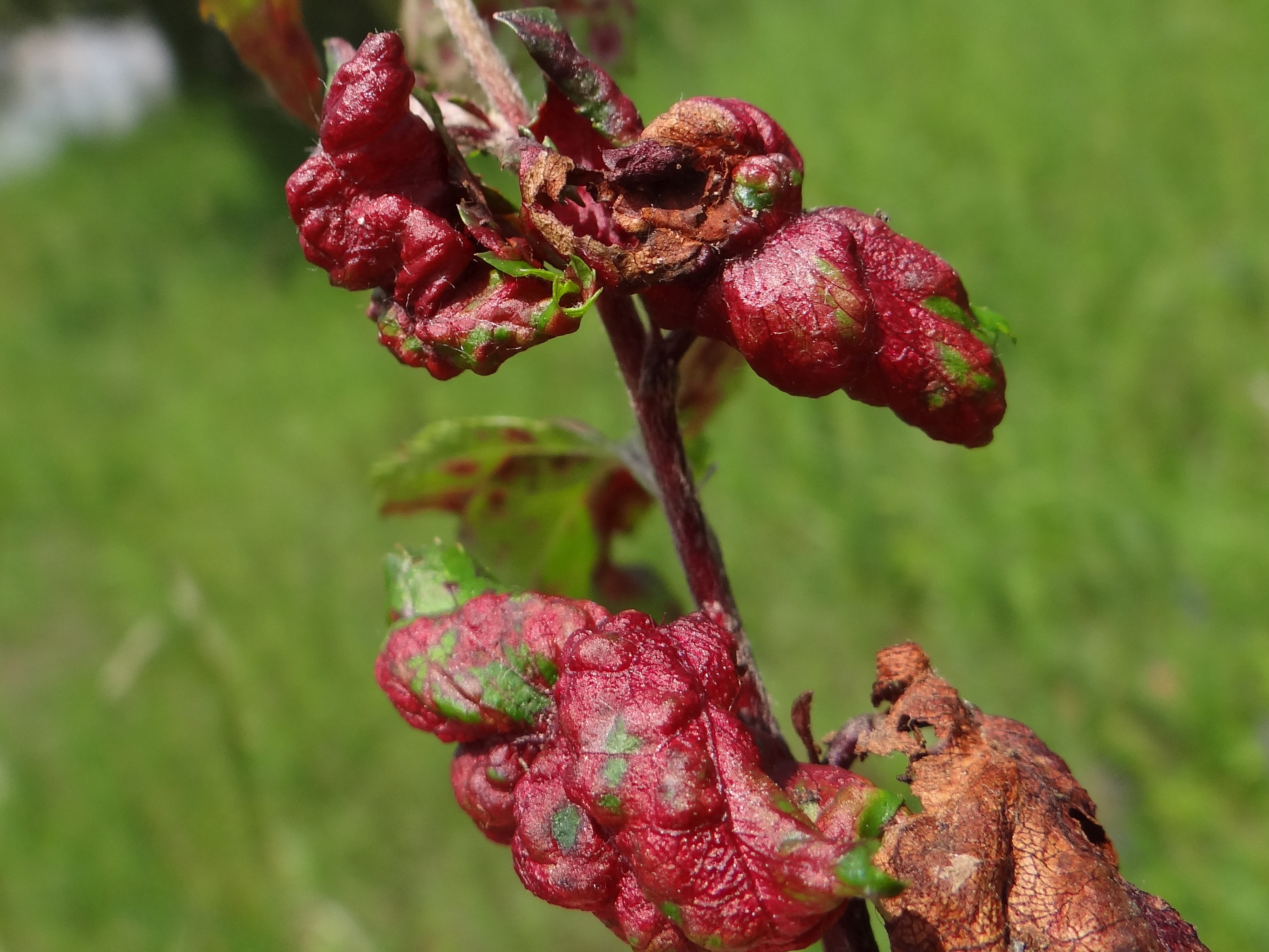

Jak wszystkie gatunki z rodzaju Taphrina powoduje charakterystyczne zniekształcenia i przebarwienia porażonych części roślin, dzięki czemu łatwo go zidentyfikować. Na liściach głogu tworzy słabo rozwiniętą grzybnię w przestrzeniach międzykomórkowych pod kutykulą skórki. Na powierzchni skórki tworzy worki o obciętych końcach i rozmiarach 30–50 × 8 μm. Powstają w nich kuliste zarodniki o średnicy 4–5 μm.